# Kráčející bas
Kráčející bas (Walking Bass) je styl basového doprovodu (basové linky) charakterizovaný pravidelným pohybem a používaný v především v jazzu a blues, ale i v rock and rollu, rhythm and blues, rocku, rockabilly, country, ska, gospelu a dalších stylech.
Kráčející bas je nejčastěji tvořen sledem čtvrťových not, někdy doplňovaným fragmenty složenými z dob kratších či delších. Základem melodického pohybu je střídavý postup po tónech stupnice, doplňovaný průchodnými tóny, postupy a rozloženými akordy. 
Kráčející bas obvykle hraje kontrabas, basová kytara, klavír či elektrofonické varhany. 